# مؤتمر لندن الخاص بليبيا

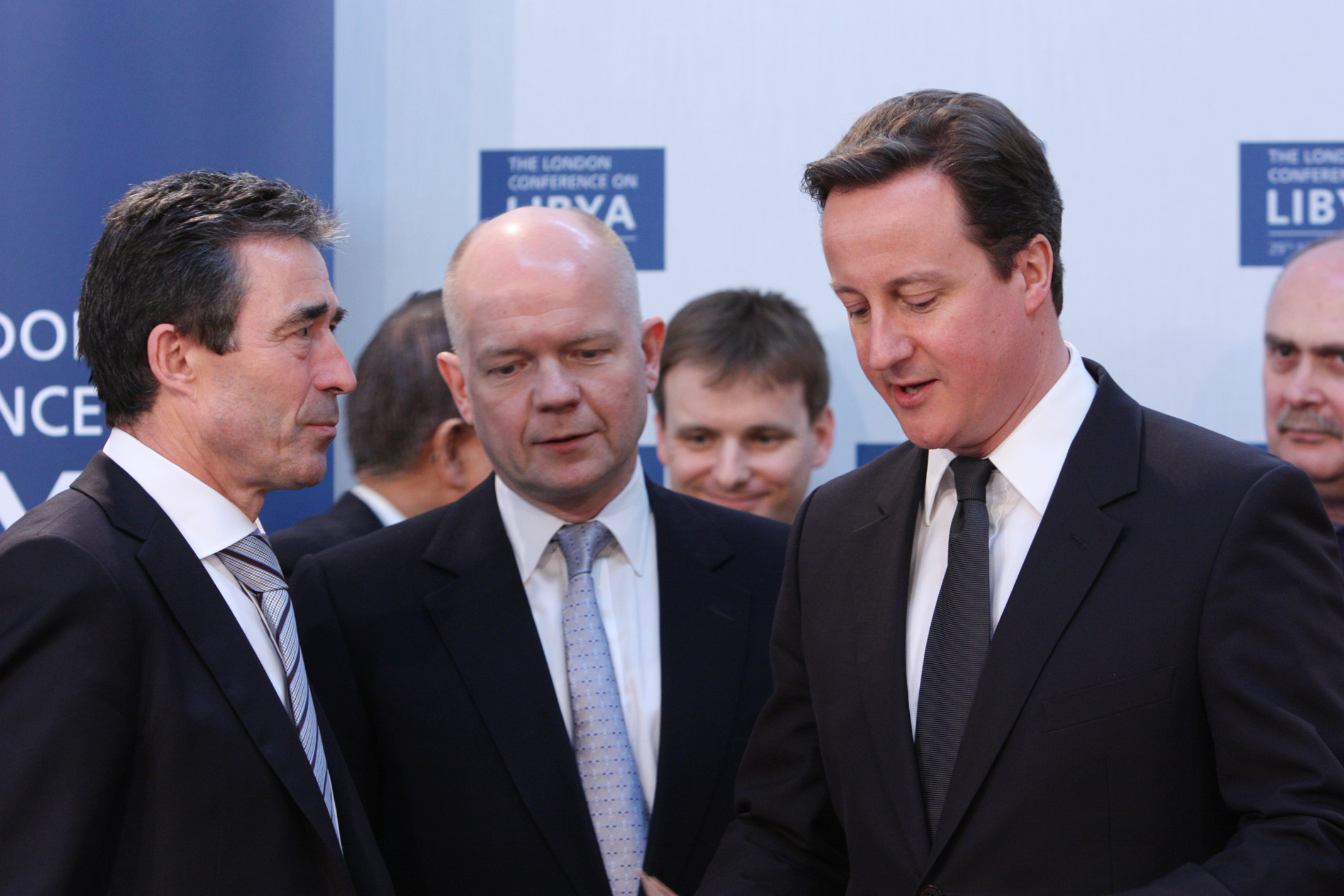

يشير مؤتمر لندن الخاص بليبيا إلى اجتماع دولي يضم ممثلين عن الحكومة انعقد في لندن بتاريخ 29 مارس 2011 لمناقشة عملية التدخل في ثورة 17 فبراير نيابةً عن المجلس الوطني الانتقالي. ومن بين حضور هذا المؤتمر وزراء خارجية وقادة من الأمم المتحدة، وجامعة الدول العربية، ومنظمة التعاون الإسلامي، والاتحاد الأوروبي والناتو. وترأس المؤتمر وزير الخارجية البريطاني ويليام هيغ. في الوقت الذي أجريت فيه مشاورات مع قادة المعارضة الليبية ومن بينهم محمود جبريل قبل انعقاد المؤتمر، الذي لم يحضروه.
وأسفر الاجتماع عن إنشاء مجموعة الاتصال الخاصة بليبيا، والتي تعمل على أساس تنظيمي للتدخل في ليبيا حتى تاريخ الإطاحة بـ معمر القذافي في أغسطس 2011.